# نیایش مغان (داوینچی)
نیایش مغان (ایتالیایی: Adorazione dei Magi) نام یک نقاشی ناتمام اثر لئوناردو دا وینچی است که در سال ۱۴۸۱ کشیده شده‌است.
صحنه نیایش سه مغی که در سنت مسیحی گفته می‌شود به هنگام زایش عیسی مسیح انجام شده به سفارش راهب‌های آگوستینی فلورانس توسط داوینچی ترسیم شد، اما به این علت که لئوناردو دا وینچی در سال ۱۴۸۲ به میلان رفت هیچ‌وقت موفق با تکمیل این نقاشی نشد. از سال ۱۶۷۰ این نقاشی در گالری اوفیتزی در معرض نمایش است.
ویژگی این تابلو این است که سه مغ در پیرامون مریم به تناسبی یکسان ترسیم شده‌اند. پیش از آن، این سه مغ همیشه به صورت ردیفی پشت سر یکدیگر ترسیم می‌شدند.
در این تابلو، سه مغ را نادانانی احاطه کرده‌اند که از اهمیت زایش عیسی بی‌خبرند.